# Thor Pedersen (aviron)
Thor Pedersen, né le 31 août 1924 et mort le 15 août 2008, est un rameur d'aviron norvégien.

## Palmarès

### Jeux olympiques
- Londres 1948
  -  Médaille de bronze en huite de pointe avec barreur[1]